# Lina Meyer
Lina Meyer (* 24. Juli 1984 in Marburg, jetzt Lina Hummel) ist eine deutsche Volleyballspielerin.

## Karriere
Meyer begann ihre Karriere 1997 beim USC Konstanz. Von 2002 bis 2004 spielte die gebürtige Hessin in der Schweiz bei VBC und VC Kanti Schaffhausen und erreichte sowohl im nationalen Pokalwettbewerb als auch in der Liga jeweils den zweiten Platz. Anschließend ging sie zum SV Lohhof. In der Saison 2005/06 wurden die Bayern Meister der zweiten Liga. Meyer wechselte jedoch zum Allgäu Team Sonthofen, mit dem sie gleich in ihrer ersten Saison den Aufstieg in die Bundesliga schaffte. Da sie in der Punktestatistik der Liga den zweitbesten Wert aufwies, kam die Außenangreiferin im Sommer 2010 bei einem Turnier in Jekaterinburg auch in der deutschen Nationalmannschaft zum Einsatz. Die folgende Saison verlief erfolglos und endete mit dem Abstieg. Meyer erhielt jedoch einen neuen Vertrag beim Erstligisten Rote Raben Vilsbiburg und übernahm wieder die Rolle als Mannschaftskapitän. 2012 erreichte sie mit Vilsbiburg das deutsche Pokalendspiel und das Halbfinale der Bundesliga-Play-offs. Danach wechselte sie in die Regionalliga Südost zur FTM Schwabing, mit der sie 2013 in die dritte Liga aufstieg. 2014 kehrte sie zurück zum Zweitligisten Allgäu Team Sonthofen. Nach ihrem Umzug an den Bodensee spielte sie neben Beruf und Familie zunächst zwei Jahre für den SV Bohlingen in der Oberliga, bevor sie zum USC Konstanz wechselte, wo ihre Volleyballkarriere begann. Hier gelang ihr 2019 die Meisterschaft der Oberliga Baden und der Aufstieg in die Regionalliga Süd.